# Centro International Woodrow Wilson para Académicos

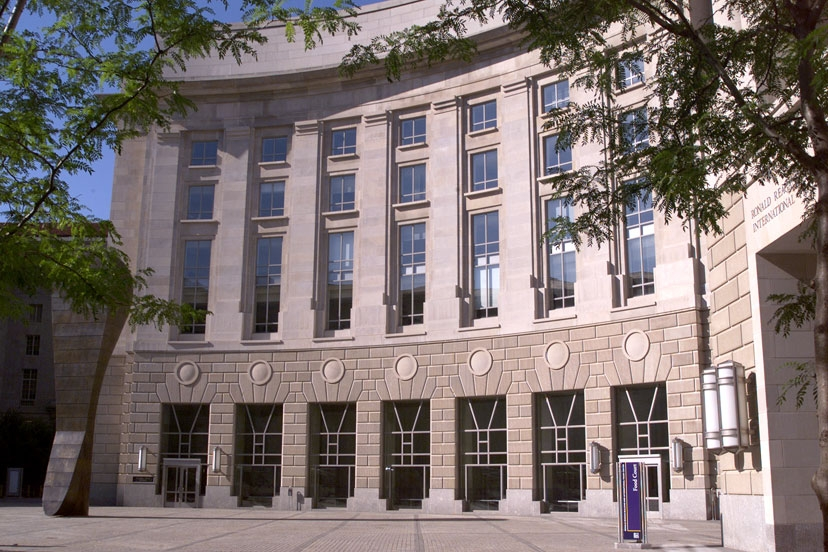
Woodrow Wilson Interntational Center for Scholars.

El Woodrow Wilson International Center for Scholars (o Centro Internacional Woodrow Wilson para Académicos ) (situado en Washington D. C.) es el memorial viviente del Presidente Woodrow Wilson. Se estableció en 1968 como parte del Instituto Smithsoniano. Nombrado en honor de Presidente Woodrow Wilson.

## Misión
Su misión es:

conmemorar los ideales y las preocupaciones de Woodrow Wilson de unir el mundo de las ideas y el mundo de la política; y fomentando la investigación, el estudio, la discusión, y la colaboración entre un espectro completo de individuos interesados en la política y el conocimiento académico en asuntos nacionales e internacionales.

## Propósito
El centro sirve como el memorial al Presidente Woodrow Wilson, se estableció en Washington, D. C. en 1968 como parte del Smithsonian Institution. Es un instituto independiente que estudia asuntos nacionales e internacionales. El centro establece y mantiene un foro animado y neutral para diálogo libre e informado. La misión del centro es conmemorar las ideas y las preocupaciones de Presidente Wilson uniendo el sector de ideas con el sector de políticas. Los focos del centro son las investigaciones, los estudios, los diálogos y la colaboración entre individuos que le interesan las becas y los asuntos nacionales y globales. Porque su lugar en el capital estadounidense lo convierte en un lugar de reuniones donde se tratan temas de vital importancia.
El Woodrow Wilson Memorial Act encarga al centro que sea un símbolo de alianza y diálogo entre el mundo del aprendizaje y los temas públicos. El centro apoya los contactos entre los académicos, los políticos, los empresarios y extiende sus conversaciones mundialmente publicándolas y en programas de internet.

## Organización
El centro se estableció como un parte de Smithsonian Institution, pero tiene su propia junta directiva, compuesto de oficiales del gobierno y personas designadas por el Presidente de los Estados Unidos. El director y los empleos del centro incluye académicos, editores, bibliotecarios, administradores y personal de apoyo responsable de que la junta directiva cumpla el ideal del Presidente Woodrow Wilson. Hay un grupo de personas llamado el Wilson Council que aconsejan. Generalmente, hay estudiantes universitarios que apoyan las actividades de académicos visitando también los programas.
La mayoría de los empleados forman programas y proyectos especializados cubriendo varios temas de estudio. Estos programas y proyectos organizan y hacen conferencias, seminarios y apoyan muchas investigaciones, comunicaciones y publicaciones de tópicos relevantes a sus áreas. 
También el centro publica una revista, el Wilson Quaterly.

## Financiación
El centro es una organización pública y privada. El gobierno estadounidense anualmente le da una tercera parte de sus fondos necesarios. También el gobierno estadounidense donó la zona de las oficinas en el Edificio Ronald Reagan. El centro recibe el resto de fondos de fundaciones, contractos y concesiones, corporaciones, personas, recibos de la dotación y suscripciones.

## La Administración
- Presidente y Director: Lee H. Hamilton
- Vicedirector: Michael Van Dusen

La Junta Directiva
- Presidente: Hon. Joseph B. Gildenhorn, The JBG Companies
- Vicepresidente: David Metzner, American Continental Group
- Los Miembros Privados: 
  - Robin Cook, autor
  - Donald E. Garcia, Pinnacle Financial Group
  - Hon. Bruce S. Gelb, Bristol-Myers Squibb Company
  - Sander R. Gerber, Hudson Bay Capital Management LP y XTF Group
  - Hon. Charles L. Glazer, C.L. Glazer & Company, Inc. y Embajador estadounidense a El Salvador
  - Ignacio E. Sánchez, DLA Piper
  - Susan Hutchison, Charles Simonyi Fund for Arts & Sciences
- Los Miembros Públicos 
  - Hon. James H. Billington, The Librarian of Congress
  - Hon. Bruce Cole, National Endowment for the Humanities
  - Hon. Michael O. Leavitt, Secretario, Departamento de Salud de los Estados Unidos
  - Hon. Condoleezza Rice, Secretario, Departamento de Estado de los Estados Unidos
  - Hon. Cristian Samper, Secretario, Smithsonian Institution
  - Hon. Margaret Spellings, Secretario, Departamento de Educación de los Estados Unidos
  - Hon. Allen Weinstein, Archivista de los Estados Unidos
  - Tamala L. Longaberger, The Longaberger Company

### Lee Hamilton
Lee H. Hamilton es presidente y director del Woodrow Wilson Internacional Center for Scholars y director. Hamilton representó 9 congresos de distrito durante 34 años empezando en enero de 1965. Él sirvió como presidente y miembro de la graduación del comité de la casa blanca sobre asuntos exteriores, también presidió al subcomité en Europa y el Oriente Medio, el comité selecto permanente sobre inteligencia, el comité económico común, y la comisión mixta sobre la organización de congreso.
El Sr. Hamilton sirvió como copresidente de Grupo de Estudio de Irak, una comisión progresiva e imparcial sobre la situación en Irak. Fue el vicepresidente de Comisión de 9/11 y vicepresidente de Proyecto de Discurso Público de 9/11, establecido para examinar a la implementación de las recomiendas de La Comisión. 
Por el momento, es un miembro del: 
- comité consultivo de La Inteligencia Extranjera del Presidente
- Comité Consultivo de Director de FBI
- Comité Consultivo de Inteligencia Económica de Director de CIA
- Comité de Estudios de Seguridad Nacional de Secretario de Defensa
- Grupo de Trabajo en La Prevención de La Entrada de Armas del Efecto Total a La Tierra Estadounidense de Departamento de Seguridad Nacional de los Estados Unidos.

Se graduó de la Universidad de DePauw y del Escuela de Leyes de la Universidad de Indiana y asistió a la Universidad de Goethe en Alemana por un año.

## Wilson Council
El Wilson Council (o Consejo Wilson) es el grupo de consejos del sector privado. Formado por políticos, empresarios y filántropos. Participan en programas sobre asuntos políticos públicos domésticos e internacionales. También contribuyen fondos necesarios para que el centro pueda realizar sus metas.

## Woodrow Wilson Awards
Cada año, el centro les da premios a personas para reconocer comisión con el sueño de Presidente Wilson de unir la política, de la beca, y de la política de integración para el bien común. Hay dos categorías: servicio público y ciudadanía corporativa. La junta directiva elige los ganadores.

## Los Programas
La mayoría de los empleos del centro forman programas y proyectos especializados cubriendo distintas áreas de estudio. Estos programas y proyectos organizan y hacen conferencias y seminarios y ayudan a investigaciones, comunicación, y publicaciones de temas relevantes a sus áreas. Los programas y proyectos incluyen:
- Africa Program (Programa de África)
- Asia Program (Programa de Asia)
- Brazil Institute (Instituto de Brasil)
- Canda Institute (Instituto de Canadá)
- China Environment Forum (Foro del Medio Ambiente de China)
- Cold War International History Project (Proyecto de la Historia Internacional de la Guerra Fría)
- Comparative Urban Studies Project (Proyecto de Estudios Urbanos Comparativos)
- Congress Project (Proyecto de la Legislatura Estadounidense)
- Eastern European Studies (Estudios de Europa del Este)
- Environmental Change and Security Program (Programa del Cambio y la Seguridad Medioambiental)
- United State Studies (Estudios de Los Estados Unidos)
- Foresight and Governance Project (Proyecto de la Previsión y Gobierno)
- Global Energy Initiative (Iniciativa de la Energía Global)
- Global Health Initiative (Iniciativa de la Salud Global)
- History and Public Policy Program (Programa de la Historia y Política Pública)
- International Security Studies (Estudios de la Seguridad Internacional)
- Kennan Institute(Instituto Kennan, cubriendo Rusia y las naciones que la rodean)
- Latin America Program (Programa de Latinoamérica)
- México Institute (Instituto de México)
- Middle East Program (Programa de Oriente Medio)
- North Korea International Documentation Project (Proyecto de Documentación de Corea del Norte)
- Project on Emerging Nanotechnologies (Proyecto de Nanotecnología Emergente)
- Project on Leadership and Building State Capacity (Proyecto de Dirección y la Capacidad de construir una Nación)
- Science, Technology, America and the Global Economy (La Ciencia, La Technología, América, y la Economía Global)
- Southeast Europe Project (Proyecto de Europa Sureste)
- West European Studies (Estudios de Europa Oeste)